# Powiat Balmazújváros
Powiat Balmazújváros (węg. Balmazújvárosi kistérség) – jeden z dziewięciu powiatów komitatu Hajdú-Bihar na Węgrzech. Siedzibą władz jest miasto Balmazújváros.

## Miejscowości powiatu Balmazújváros
- Balmazújváros
- Egyek
- Hortobágy
- Tiszacsege